# Daniel Ruiz García
Daniel Ruiz García (Alacant, 2 de març de 1971) és un exfutbolista valencià, que ocupava la posició de defensa.

## Trajectòria
A la campanya 96/97 recala al Reial Valladolid, però no arriba a debutar amb els castellans a primera divisió, atès que roman inèdit tota la campanya. A l'any següent, amb el CF Extremadura, suma 16 partits i un gol. Els d'Almendralejo assoleixen l'ascens a la màxima categoria, però l'alacantí no hi continua.